# Phương diện quân Orlov
Phương diện quân Orlov (tiếng Nga: Орловский фронт), còn gọi là Phương diện quân Oryol, là một tổ chức tác chiến chiến lược của Hồng quân Liên Xô trong Thế chiến thứ hai. Được hình thành trên cơ sở đổi tên từ Phương diện quân Kursk, tuy nhiên, thời gian tồn tại của nó rất ngắn ngủi trước khi được đổi tên lần nữa thành Phương diện quân Bryansk.

## Lịch sử
Phương diện quân Oryol được thành lập ngày 27 tháng 3 năm 1943 theo chỉ thị của Stavka ngày 24 tháng 3 năm 1943, trên cơ sở đổi tên Phương diện quân Kursk. Trên thực tế, bấy giờ chỉ còn lại bộ khung chỉ huy của Phương diện quân Kursk do Thượng tướng Maks Reyter làm Tư lệnh. Thiếu tướng I.Z. Susaikov vẫn là Ủy viên Hội đồng quân sự và Trung tướng L.M. Sandalov là Tham mưu trưởng. Hầu hết các đơn vị trực thuộc Phương diện quân Kursk đã được điều chuyển tăng cường cho các mặt trận khác. Theo dự kiến, biên chế của phương diện quân Oryol sẽ bao gồm tập đoàn quân hợp thành 3 bổ sung từ Phương diện quân Trung tâm, tập đoàn quân 61 bổ sung từ Phương diện quân Tây, cùng với tập đoàn quân không quân 15 và một tập đoàn quân mới bổ sung. Tư lệnh phương diện quân Oryol vẫn là tướng Reyter.
Tuy nhiên, chỉ một ngày sau, Đại bản doanh lại ra chỉ thị ngày 28 tháng 3 năm 1943, đổi tên Phương diện quân Oryol thành Phương diện quân Bryansk.